# Kaulime-See
Der Kaulime-See (englisch: Lake Kaulime) ist ein 1,3 ha großer See im länderübergreifenden Nyika-Nationalpark im Norden von Malawi. Von den vier dortigen Gewässern ist der Kaulime-See der einzige auf natürliche Weise entstandene See.

## Geographie
Der bis zu 1,3 ha große See befindet sich mitten im Hochland des Nyika-Plateaus auf 2200 m Höhe etwa 8 km westlich von Chelinda entfernt.

## Beschreibung
Der See soll durch einen Erdrutsch entstanden sein, der den Abfluss eines kleinen Zuflusses zum Nördlichen Rukuru blockierte.
Der Autor Richard Newton, der ursprünglich Mitarbeiter des Department of National Parks von Malawi war, beschreibt den kleinen See als ein rätselhaftes Phänomen: „kein Zufluss, kein Abfluss, nur ein stilles Wasser, welches den Himmel reflektiert“.
Der See ist für viele Bewohner des Plateaus ein heiliger Ort. Unter den Tumbuka gibt es Anhänger der traditionellen Kulte, die am Kaulime-See Opfer für böse Geister darbringen. Nach dem Volksmund beherbergt der See eine riesige Schlange, die über außergewöhnliche Kräfte verfügt. Die Schlange soll den Menschen die Kommunikation mit ihren Göttern ermöglichen. Im See wurden steinerne Artefakte und Muscheln gefunden.
Die am See lebende Wolfsspinne Trabea nigristernis ist eine nur in Malawi beheimatete, besondere Spinnenart.
Der See, der abseits menschlicher Behausungen liegt, wird von Wildtieren als Tränke genutzt. Das ermöglicht es Besuchern des Nationalparks, Tiere in freier Wildbahn relativ einfach zu beobachten.